# 봉기
봉기(蜂起, uprising)란 많은 사람들이 어떤 일에 항의하거나 뜻을 펴고자 들어일어나는 일이다. 반란이라는 말은 규모가 큰 봉기로서 봉기 반대측이 정당성이 있음에도 이에 대응해 일어난 봉기로서 질서를 어지럽힌 경우에 사용된다.

## 같이 보기
- 반란
- 항의
- 시위
- 소요